# Liste der denkmalgeschützten Objekte in St. Michael im Lungau
Die Liste der denkmalgeschützten Objekte in St. Michael im Lungau enthält die 17 denkmalgeschützten, unbeweglichen Objekte der Gemeinde St. Michael im Lungau im Salzburger Bezirk Tamsweg.

## Denkmäler
| Foto |                 | Denkmal                                                               | Standort                                                    | Beschreibung | Metadaten |
| ---- | --------------- | --------------------------------------------------------------------- | ----------------------------------------------------------- | --- | --- |
| ja   | Datei hochladen | Kösslbachermühle HERIS-ID: 27898 Objekt-ID: 24444                     | Standort KG: Höf                                            | | BDA-Hist.: Q37916425 Status: § 2a Stand der BDA-Liste: 2025-06-30 Name: Kösslbachermühle GstNr.: 307, 350                                                           |
| ja   | Datei hochladen | Kath. Filialkirche hl. Ägidius HERIS-ID: 27428 Objekt-ID: 23955       | bei St. Egidiweg 13 Standort KG: Höf                        | Die Filialkirche steht weithin sichtbar westlich von St. Michael am Südhang des Speierecks. Die ursprünglich mittelalterliche Chorturmkirche wurde in der Barockzeit wesentlich erweitert; der frühere Chor wurde zur Josephskapelle. Hochaltar und Kanzel stammen aus der 1. Hälfte des 18. Jahrhunderts. | BDA-Hist.: Q37911283 Status: § 2a Stand der BDA-Liste: 2025-06-30 Name: Kath. Filialkirche hl. Ägidius GstNr.: .35                                                  |
| ja   | Datei hochladen | Kapelle mit Kreuzigungsgruppe HERIS-ID: 27429 Objekt-ID: 23956        | Standort KG: Höf                                            | Die Kapelle mit einer barocken Kreuzigungsgruppe steht gleich östlich der Filialkirche St. Ägydius und ist mit 1706 bezeichnet. | BDA-Hist.: Q37911295 Status: § 2a Stand der BDA-Liste: 2025-06-30 Name: Kapelle mit Kreuzigungsgruppe GstNr.: .34                                                   |
| ja   | Datei hochladen | Kath. Filialkirche Herz Jesu HERIS-ID: 27928 Objekt-ID: 24474         | Oberweissburg 3 Standort KG: Oberweissburg                  | Die kleine, nach Süden ausgerichtete Dorfkirche in Oberweißburg wurde in den Jahren 1912/13 von Paul Geppert d. Ä. errichtet. Der aus der Pfarrkirche St. Michael transferierte Flügelaltar ist neugotisch. | BDA-Hist.: Q37916536 Status: § 2a Stand der BDA-Liste: 2025-06-30 Name: Kath. Filialkirche Herz Jesu GstNr.: .159                                                   |
| ja   | Datei hochladen | Bauernhaus, Tripplgeusche HERIS-ID: 28006seit 2023                    | Forsthausgasse 78 Standort KG: St. Michael im Lungau        | | BDA-Hist.: Q119231418 Status: Bescheid Stand der BDA-Liste: 2025-06-30 Name: Bauernhaus, Tripplgeusche GstNr.: 50 Forsthausgasse 78, St. Michael im Lungau          |
| ja   | Datei hochladen | Kath. Filialkirche hl. Martin HERIS-ID: 27966 Objekt-ID: 24515        | Kirchgasse Standort KG: St. Martin im Lungau                | Die Filialkirche St. Martin steht am Nordrand des Dorfes. Das Langhaus ist im Kern romanisch, der vorgestellte Westturm gotisch. An der Langhausnordwand sind Wandmalereien aus der Zeit um 1400 erhalten. Der barocke Hochaltar und die Kanzel stammen aus dem Jahr 1738. | BDA-Hist.: Q37916885 Status: § 2a Stand der BDA-Liste: 2025-06-30 Name: Kath. Filialkirche hl. Martin GstNr.: .14 Filialkirche hl. Martin, St. Martin im Lungau     |
| ja   | Datei hochladen | Gemeindeamt, ehem. Bezirksgericht HERIS-ID: 27982 Objekt-ID: 24532    | Marktplatz 1 Standort KG: St. Michael im Lungau             | Der mächtige viergeschoßige Bau am Westrand des Ortes wurde 1791 bis 1795 errichtet. Die Fassade wurde im 19. Jahrhundert teilweise verändert. | BDA-Hist.: Q37917103 Status: Bescheid Stand der BDA-Liste: 2025-06-30 Name: Gemeindeamt, ehem. Bezirksgericht GstNr.: .1/1                                          |
| ja   | Datei hochladen | Wohnhaus, Altes Gemeindehaus HERIS-ID: 27983 Objekt-ID: 24533         | Marktstraße 12 Standort KG: St. Michael im Lungau           | | BDA-Hist.: Q37917125 Status: Bescheid Stand der BDA-Liste: 2025-06-30 Name: Wohnhaus, Altes Gemeindehaus GstNr.: .28 Wohnhaus Marktstraße 12, St. Michael im Lungau |
| ja   | Datei hochladen | Ansitz, Heiss-Haus HERIS-ID: 27975 Objekt-ID: 24525                   | St. Martiner-Straße 1 Standort KG: St. Martin im Lungau     | Das längliche zweigeschoßige Haus mit Walmdach und Rustikabemalung an der Fassade wird 1478 als im Besitz des Gewerken Heiss (oder Heihs) genannt. 1925 wurde es durch einen Brand zerstört und bei der Wiedererrichtung verändert. | BDA-Hist.: Q1594482 Status: Bescheid Stand der BDA-Liste: 2025-06-30 Name: Ansitz, Heiss-Haus GstNr.: .21                                                           |
| ja   | Datei hochladen | Schüttkasten, Mentenwirts-Kasten HERIS-ID: 27976 Objekt-ID: 24526     | bei St. Martiner-Straße 7 Standort KG: St. Martin im Lungau | Der mächtige gemauerte Kornkasten mit einem Krüppelwalmdach ist über der Eisentür mit 1685 bezeichnet. | BDA-Hist.: Q37917037 Status: Bescheid Stand der BDA-Liste: 2025-06-30 Name: Schüttkasten, Mentenwirts-Kasten GstNr.: .6 Mentenwirtskasten                           |
| ja   | Datei hochladen | Anlage Haindlgut HERIS-ID: 248641seit 2023                            | Schulstraße 72 Standort KG: St. Michael im Lungau           | | BDA-Hist.: Q119231419 Status: Bescheid Stand der BDA-Liste: 2025-06-30 Name: Anlage Haindlgut GstNr.: .66, .67/1 Haindlgut, St. Michael im Lungau                   |
| ja   | Datei hochladen | Annakapelle, ehemalige Rochuskapelle HERIS-ID: 27973 Objekt-ID: 24523 | Standort KG: St. Martin im Lungau                           | Die achteckige Annakapelle mit Pyramidendach steht im südöstlichen Teil des Friedhofs und wurde 1613 erstmals urkundlich erwähnt. Sie diente einst als zweigeschoßiger Karner. | BDA-Hist.: Q37916989 Status: § 2a Stand der BDA-Liste: 2025-06-30 Name: Annakapelle, ehem. Rochuskapelle GstNr.: 452                                                |
| ja   | Datei hochladen | Friedhof christlich HERIS-ID: 27974 Objekt-ID: 24524                  | Standort KG: St. Martin im Lungau                           | | BDA-Hist.: Q37917007 Status: § 2a Stand der BDA-Liste: 2025-06-30 Name: Friedhof christlich GstNr.: 452 Friedhof St. Martin im Lungau                               |
| ja   | Datei hochladen | Kath. Pfarrkirche hl. Michael HERIS-ID: 27430 Objekt-ID: 23957        | Standort KG: St. Michael im Lungau                          | Die Pfarrkirche steht etwas erhöht in der Mitte des Ortes. Das zweischiffige Langhaus ist spätgotisch, der Chor im Kern romanisch, die nördliche Seitenkapelle frühgotisch. Der im Kern romanische Westturm wurde mehrfach erneuert. An der Chorsüdwand sind Wandmalereien aus der Mitte des 13. Jahrhunderts erhalten; weiter östlich im Chor finden sich mehrere gotische Fresken. Seitenaltäre und Kanzel stammen aus der Barockzeit; der Hochaltar ist neugotisch. | BDA-Hist.: Q37911310 Status: § 2a Stand der BDA-Liste: 2025-06-30 Name: Kath. Pfarrkirche hl. Michael GstNr.: .91 Pfarrkirche Sankt Michael im Lungau               |
| ja   | Datei hochladen | Karner, Wolfgangskapelle HERIS-ID: 27977 Objekt-ID: 24527             | Standort KG: St. Michael im Lungau                          | Die Wolfgangskapelle südöstlich der Pfarrkirche ist ein zweigeschoßiger achteckiger Bau. Ein Spitzbogenportal unter einem Vordach führt in den gotischen Innenraum, der einst als Karner genützt wurde. Ein eigener Eingang im Südwesten führt in die kuppelgewölbte Krypta hinunter. | BDA-Hist.: Q37917055 Status: § 2a Stand der BDA-Liste: 2025-06-30 Name: Karner, Wolfgangskapelle GstNr.: .92                                                        |
| ja   | Datei hochladen | Ortsfriedhof HERIS-ID: 27979 Objekt-ID: 24529                         | Standort KG: St. Michael im Lungau                          | Der Ortsfriedhof um die Pfarrkirche wurde 1906 aufgelassen. In der südöstlichen Friedhofsecke steht der Karner als Wolfgangskapelle. Der neue Gemeindefriedhof steht an der Kaltbachstraße im Westen des Ortes. | BDA-Hist.: Q37917084 Status: § 2a Stand der BDA-Liste: 2025-06-30 Name: Ortsfriedhof GstNr.: 98/1 Ehemaliger Kirchfriedhof Sankt Michael im Lungau                  |
| ja   | Datei hochladen | Flur-/Wegkapelle Kaltenbachkreuz HERIS-ID: 27984 Objekt-ID: 24534     | Standort KG: St. Michael im Lungau                          | Die fast quadratische Wegkapelle mit einem Zeltdach samt Zwiebelturm steht am westlichen Ortsende von St. Michael. Ein Inschriftenstein trägt die Jahreszahl 1685. | BDA-Hist.: Q37917142 Status: § 2a Stand der BDA-Liste: 2025-06-30 Name: Flur-/Wegkapelle Kaltenbachkreuz GstNr.: 396 Kaltenbachkreuz St. Michael im Lungau          |